# 捷旅假期

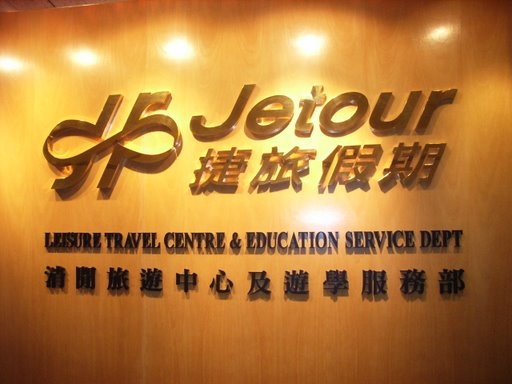
捷旅假期

捷旅假期，Jetour Holiday，是一間以香港為基地的旅行社，也是香港旅遊業議會的會員。
捷旅假期成立於1976年，是香港一家跨境式旅遊服務公司，有數十年歷史。 從前以組織旅行團為主，現在發展多元化的旅遊服務，包括各類包團、商務旅遊、(會議、展覽、洽談、獎勵旅遊) 等，還有遊學團。 
捷旅假期的總部在九龍尖沙咀力寶太陽廣場10樓1003-1006室。並在中環，銅鑼灣及尖沙咀擁有門市供報名。

## 事件
- 2006年1月31日，香港捷旅假期一個埃及旅行團，在紅海度假區由洪加達前往樂蜀途中，因旅遊巴士超速引致在公路上翻車，造成14人死亡，30人受傷；是香港旅行團近年在海外最嚴重的車禍。[2][3]

## 相關
- 意大利歌詩達郵輪
- 郵輪假期

## 外部參考
- 捷旅假期官方網址 （页面存档备份，存于）
- 香港電台: 捷旅假期的海外嚴重車禍。[]